# Tragedy: Saga of a Hoodlum
Tragedy: Saga of a Hoodlum è il secondo album del rapper statunitense Intelligent Hoodlum, pubblicato nel 1993 da A&M Records e Tuff Break Records. Attorno a questo periodo, Tragedy Khadafi registra una canzone anti-polizia titolata Bullet: in seguito alle polemiche emerse con l'uscita di Cop Killer di Ice-T, la A&M decide di liberare il rapper dal contratto.
| Recensione | Giudizio |
| ---------- | -------- |
| AllMusic   | [ 1 ]    |

## Tracce
| #  | Titolo                      | Autore testo                   | Autore musica      | Featuring               |
| -- | --------------------------- | ------------------------------ | ------------------ | ----------------------- |
| 1  | "Shalom a Leck"             | P. Chapman, K-Def              | K-Def              |                         |
| 2  | "Hoodlum Intro"             |                                |                    |                         |
| 3  | "Underground"               | P. Chapman, K-Def              | K-Def              | Trag-Lo                 |
| 4  | "Funk Mode"                 | P. Chapman, K-Def              | K-Def              |                         |
| 5  | "Grand Groove"              | P. Chapman, K-Def              | K-Def              |                         |
| 6  | "At Large"                  | P. Chapman, K-Def, M. Williams | K-Def, Marley Marl |                         |
| 7  | "Death Row"                 | P. Chapman, K-Def, M. Williams | K-Def, Marley Marl |                         |
| 8  | "Speech [Check The Time]"   |                                | Kool Tee           |                         |
| 9  | "Mad Brothas Know His Name" | P. Chapman, K-Def, M. Williams | K-Def, Marley Marl |                         |
| 10 | "Pass the Teck"             | P. Chapman, K-Def              | K-Def              | Havoc (non accreditato) |
| 11 | "Street Life"               | P. Chapman, Epitome of Scratch | Epitome of Scratch |                         |
| 12 | "Pump the Funk"             | P. Chapman, M. Williams        | Marley Marl        |                         |
| 13 | "Role Model"                | P. Chapman, Kool Tee           | Kool Tee           |                         |
| 14 | "The Posse [Shoot ’Em Up]"  | P. Chapman, Mr. Freaknasti     | Mr. Freaknasti     | Big Scram               |
| 15 | "Grand Groove [Bonus Mix]"  | P. Chapman, K-Def              | K-Def              |                         |
| 16 | "Funky Roll Outro"          |                                |                    |                         |